# Włodawa

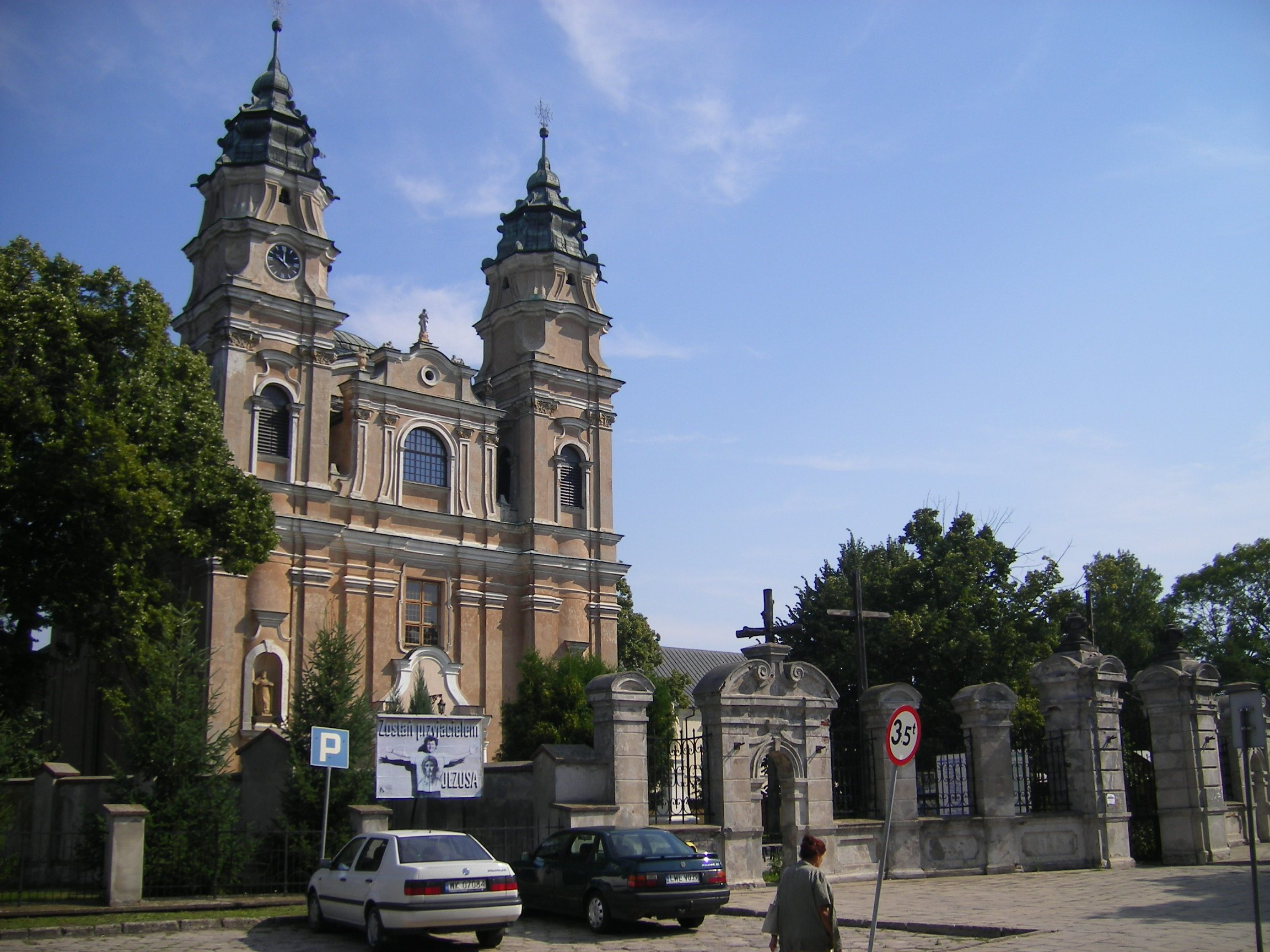
A włodawai katolikus templom

Włodawa - kisváros Lengyelország Lublini vajdaságában, a Włodawai járás székhelye. A Nyugati-Bug bal partján, a belarusz határon fekszik, Lublintól 80 km-re északkeletre, Chełmtől 50 km-re északra. 2006-ban 14,3 ezer lakosa volt, közigazgatási területe 18,7 km². A włodawai községhez (gmina) tartoznak a következő falvak: Hanna, Hańsk, Stary Brus, Urszulin, Wola Uhruska, Wyryki. 

## Történelem
Első írásos említése 1242-ből származik, Németországból bevándorló zsidók alapították. Ekkoriban a Halics-Volhíniai fejedelemség része volt, és a tatár pusztítás kapcsán említik az évkönyvek. A 15. század második felében a Litván fejedelemség határerődje volt. A település 1534-ben kapott városi jogokat, a Sanguszki-család birtoka lett, akik kastélyt is építettek itt. 1648-ban Bohdan Hmelnickij kozák felkelői dúlták fel a várost. 1692-ben Ludwik Pociej (a Rzeczpospolita akkori katonai főparancsnoka) birtoka lett, aki 1698-ban pálos monostort alapított itt (a pálosok 1864-ig működtek itt). 1795-1918 között a cári Oroszországhoz tartozott. A várost több tűzvész is pusztította (1776, 1826, 1915). 1939-ben 9,3 ezer lakosa volt, melynek egyharmadát a zsidók alkották, akiknek többségét később meggyilkolták a nácik a közeli sobibóri koncentrációs táborban és a közeli adampoli munkatáborban. 1973-ban Orchówek települést a városhoz csatolták. Napjainkban a város a lengyelországi belarusz kisebbség egyik központja. 

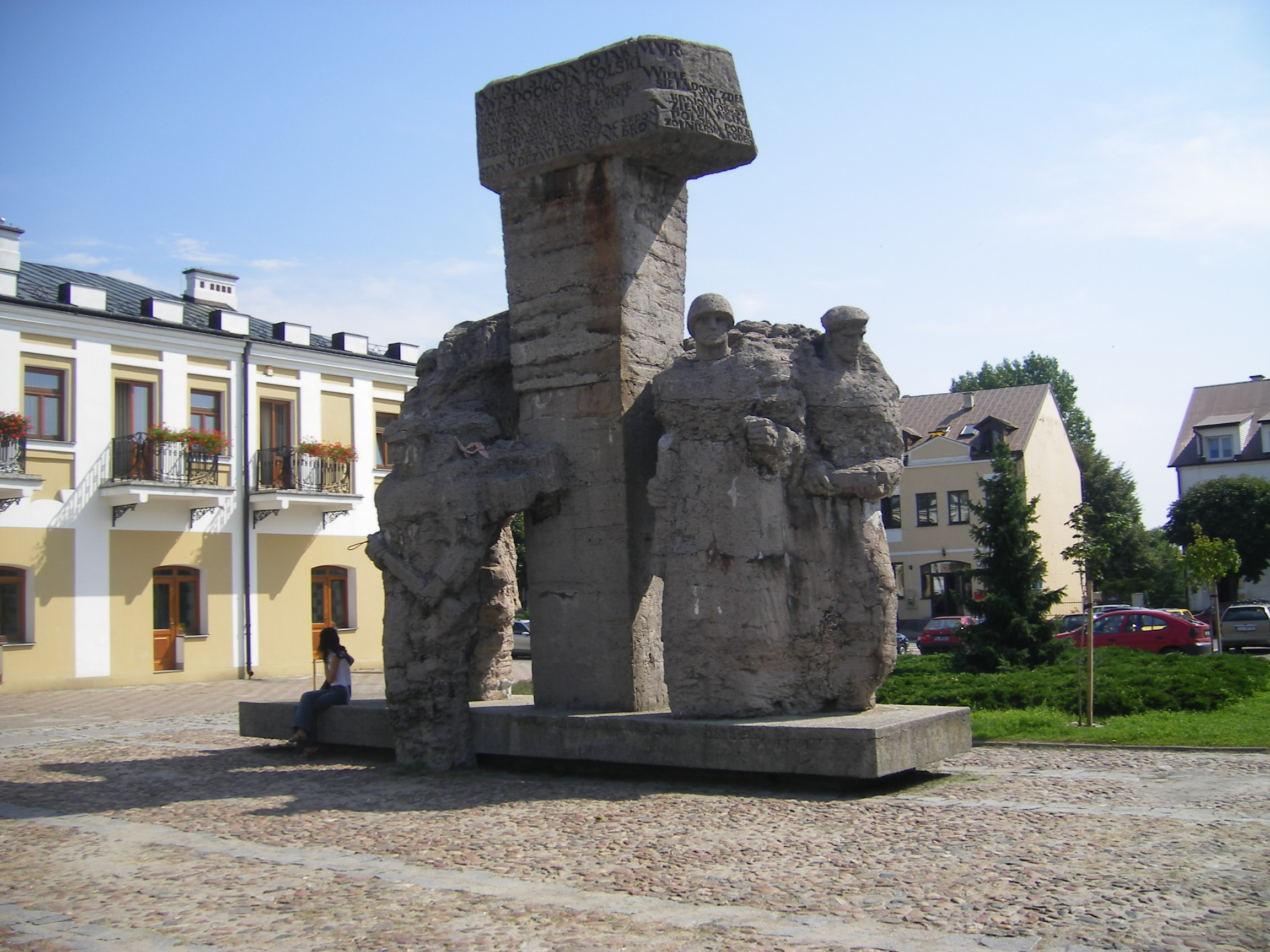
Włodawa főtere (Rynek) a lengyel katonák emlékművével

## Nevezetességek
- Szent Ludwik katolikus templom – barokk stílusban épült a 18. században.
- Ortodox templom.
- Zsinagóga 1764-ben épült, a német megszállás alatt lerombolták, ma zsidó múzeum.